# 约翰·瓦德富尔
约翰·达维德·瓦德富尔（德語：Johann David Wadephul，發音：[ˈjoːhan ˈvaːdəˌfuːl]；1963年2月10日—）德国基督教民主联盟政治家，2009年起当选德国国会议员，2025年5月起任德国外交部长。

## 早年经历
瓦德富尔在1963年2月10日出生于西德小城胡苏姆。在梅尔多夫的梅尔多夫学术学校完成了高中学业后，其考入基尔大学学习法律，并在之后成为一名专门从事医疗保健法和社会法的律师。

## 政治生涯

### 州议会生涯
瓦德富尔于1982年加入基民盟。从1993年起，他本人成为石勒苏益格-荷尔斯泰因州基民盟领导层的成员。1997年至2000年，他在该州担任基民盟秘书长，在2000 年到2002年，他在石勒苏益格-荷尔斯泰因州担任该党的主席，但很快被彼得·哈里·卡斯滕森接替。在担任主席期间，他公开支持巴伐利亚州州长埃德蒙·施托伊贝尔成为基民盟主席。
2000年州选举后，瓦德富尔还成为石勒苏益格-荷尔斯泰因州议会议员，当基民盟赢得2005年选举时，他接替卡斯滕森担任基民盟议会党团主席。

### 联邦议会
2009年德国联邦议会选举后，瓦德富尔成为德国联邦议院议员，代表伦茨堡-埃肯弗德县。
瓦德富尔最初在劳工和社会事务委员会任职。从2013年选举后，他担任选举审查、豁免权和议事规则委员会主席。此外，他还担任过外交事务委员会和议会长老会的成员，该委员会的职责之一是确定日常立法议程项目，并根据政党代表分配委员会主席。
在外交事务委员会，瓦德富尔是他的议会小组与中东、波斯灣阿拉伯國家和伊朗关系报告员。他还报道了与白俄罗斯、乌克兰、俄罗斯和西巴尔干地区相关的问题。除了委员会任务外，他还担任德国-白俄罗斯议会友好小组副主席。
在2017年联邦选举后组建由总理安格拉·默克爾领导的联合政府的谈判中，瓦德富尔成为乌尔苏拉·冯德莱恩、格尔德·穆勒和西格马尔·加布里尔领导的外交政策工作组的成员。此后，他一直担任基民盟/基社盟议会党团副主席。
除了在议会工作外，自2010年以来一直是歐洲理事會議員大會的德国代表团的成员。作为基民盟成员，他是欧洲人民党党团的一员。自加入大会以来，他曾在多个委员会任职，包括法律事务和人权委员会、议事规则、豁免和机构事务委员会以及道德小组委员会。自2022年以来，他还是北约议会大会德国代表团的成员，他是该会议的政治委员会成员。
在2021年的选举中，瓦德富尔连续第四次当选为石勒苏益格-荷尔斯泰因州基民盟竞选活动的领导人。

### 外交部长
2025年5月6日，瓦德富尔与默茨内阁的其他成员一起宣誓就任外交部长。第二天，他陪同默茨前往巴黎，会见了他的同行法国外交部长让-诺埃尔·巴罗。当天晚些时候，他在华沙会见了波兰外交部长拉多斯瓦夫·西科尔斯基。

## 争议
2025年2月，俄罗斯喜剧二人组沃萬與萊克斯打电话给瓦德普尔，二人假装是烏克蘭總統泽连斯基的雇员。在20分钟的通话中，他泄露了有关德国军援乌克兰的消息以及延迟交付金牛座KEPD 350导弹的想法。